# Пікнік офіціантів
Пікнік офіціантів (англ. The Waiters' Picnic) — американська короткометражна кінокомедія Мака Сеннета 1913 року з Роско Арбаклом.

## Сюжет
Луї, Оскар і метрдотель, закохані в Мейбл. Пригоди розпочинаються, коли всі вони йдуть на пікнік…

## У ролях
- Мейбл Норманд — Мейбл, касир
- Форд Стерлінг — Луї, шеф-кухар
- Роско ’Товстун’ Арбакл — Оскар, Офіціант
- Вільям Най — метрдотель
- Нік Коглі — клієнт